# Sébastien Laurent
Pour les articles homonymes, voir Sébastien Laurent (peintre).
Sébastien-Yves Laurent dit Sébastien Laurent est un politiste et historien français né en 1971.
Professeur des universités à Sciences Po Saint-Germain-en-Laye, chargé d'enseignement à SciencesPo Paris.

## Biographie

### Formation
Diplômé de l'Institut d'études politiques de Paris (1992), agrégé d'histoire (1996), docteur en histoire (2000), HDR (2007), il a effectué sa thèse sur Daniel Halévy. Il a obtenu le prix de thèse François Furet en 2001. Il a reçu en 2022 le prix du livre Cyber du FIC et en 2024 le Grand prix du renseignement. 
Il a consacré sa thèse d'habilitation à diriger des recherches, à la formation du renseignement public en France : Au cœur de l’État : le renseignement, le politique et la formation de l’État secret dans la France contemporaine (XIXe – XXe siècles).

### Carrière et Recherches
Il a rejoint Sciences Po Saint-Germain-en-Laye en 2024 où il dirige le diplôme d’Analyste en gouvernance et sécurité du numérique (DAGSEN). Auparavant, à l'Université de Bordeaux il a été codirecteur du Master "Sécurité globale et analyste trilingue" (2012-2024) et directeur de l'Institut de recherche Montesquieu (IRM) (2021-24). Il enseigne également à Sciences-Po Paris (séminaire Mètis). Il a fondé et dirigé à l'Université de Bordeaux l’International Summer School Defence-Security-Cyber (DSC)(2015-2018).
Il avait enseigné auparavant à PSIA et à l'Ecole d'affaires publiques (Sciences-Po Paris) et auparavant à Sciences-Po Bordeaux (master politique internationale). Il a été vice-président de l'Université de Bordeaux (2018-2022) chargé de la recherche SHS.
Dans le cadre de ses recherches sur l'État, il s'est spécialisé sur les enjeux internationaux de sécurité, le renseignement, les technologies numériques et les usages analytiques des sciences sociales,. Laurent s'était tourné vers l'histoire du renseignement, négligée en France alors qu'elle se développait dans les pays anglo-saxons et dans plusieurs pays européens. Ses premières recherches avaient été synthétisées en 2005 dans l'ouvrage Secrets d'État.
Il a dirigé le premier programme de recherche de l'Agence nationale de la recherche (ANR) entre 2006 et 2010, « Information ouverte, information fermée » (IOIF, programme "jeune chercheur"), consacré au renseignement.
Il est membre depuis 2005 du comité de rédaction de la revue  Intelligence and National Security et depuis 2023 membre fondateur de la revue Etudes françaises de renseignement et de cyber
.
Il coanime avec 4 autres spécialistes depuis mars 2008, à Sciences-Po, le séminaire Mètis. Le renseignement dans les démocraties libérales.
Ses recherches actuelles portent sur l’usage des sciences humaines et sociales (SHS) dans la détection des situations de crise interne et externe ainsi que sur l’élaboration d’une méthode analytique de SHS en utilisant un support logiciel.

## Publications
- État secret, État clandestin. Essai sur la transparence démocratique, Paris, Gallimard, « NRF-Essais », 2024, 355 p. Grand prix du renseignement 2024.
- Le Renseignement, Paris, PUF, « Que sais-je ? », 2024, 128 p.
- Conflicts, Crimes and Regulations in Cyberspace, London-Oboken, Iste-Wiley, 2021, 203 p. (dir.). Prix du livre Cyber du FIC 2022
- Conflits, crimes et régulations dans le cyberespace, Londres, ISTE éditions, « cybersécurité », 2021, 201 p.
- La conflictualité armée: approches interdisciplinaires, Paris, Pedone, 2021, 276 p. (en codir. avec J. Belin et A.-M. Tournepiche) http://pedone.info/site/wp-content/uploads/2021/11/993-Pr%C3%A9sentation-La-conflictualit%C3%A9-arm%C3%A9e.pdf
- "The archipelago of Global Surveillance - without States – in the Western World", in: Andreas Marklund & Laura Skouvig (ed.), Histories of Surveillance from Antiquity to the Digital Era. The Eyes and Ears of Power, London-New York, Routledge, 2021, p. 180-192. https://www.routledge.com/Histories-of-Surveillance-from-Antiquity-to-the-Digital-Era-The-Eyes-and/Marklund-Skouvig/p/book/9780367340698#
- Conflits, crimes et régulations dans le cyberespace, Londres, ISTE éditions, « cybersécurité », 2021, 212 p. (dir.) https://www.istegroup.com/fr/produit/conflits-crimes-et-regulations-dans-le-cyberespace/
- "Ce que le Cyber (ne) fait (pas) aux Relations internationales", Etudes internationales, été 2020, vol. LI, n° 2, p. 209-233
- Annuaire 2019 du droit de la sécurité et de la défense, Paris, éditions Mare & Martin, 2019, 295 p. (dir.)
- Dans le secret du pouvoir. L’approche française du renseignement  XVIIe – XXIe siècles, actes du colloque international de mars 2016, Archives nationales et Université Paris-Sorbonne, Nouveau monde éditions « Le Grand Jeu », 2019, 558 p. (co-dir avec Olivier Forcade)
- Transformations et réformes de la sécurité et du renseignement en Europe, Bordeaux, Presses universitaires de Bordeaux, "Science politique", 2016, 315 p. (avec B. Warusfel).
- Cyber Strategy : définir un horizon stratégique dans un environnement cyber, chaire de cybersécurité et de cyberdéfense St-Cyr/Sogeti/Thales, 2015. chttp://www.chaire-cyber.fr/-etudes-de-la-chaire- )
- Le Secret de l’État. Surveiller, protéger, informer. XVIIe – XXe siècle, sous la dir. de Sébastien-Yves Laurent, Paris, Archives Nationales - Nouveau monde éditions, 2015, 224 p. Autres auteurs : Françoise Hildesheimer, Michel Roucaud, Yann Potin et Jean-Pierre Bat. Catalogue de l'exposition à l'hôtel de Soubise (60 rue des Francs-Bourgeois, 75003, Paris) du 4 novembre 2015 au 28 février 2016.
- Atlas du renseignement. Géopolitique du pouvoir, Paris, Presses de Sciences-Po, 2014, 190 p. http://www.pressesdesciencespo.fr/fr/livre/?GCOI=27246100444320

- Les Gaullistes. Hommes et réseaux, Paris, Nouveau monde éditions, 2013, 603 p. (en coll. avec F. Audigier et B. Lachaise)
- Politiques sous surveillance, Bordeaux, Presses universitaires de Bordeaux, « Espace public », 2011, (dir.)
- Les Espions français parlent. Archives et témoignages inédits des services secrets français, Paris, Nouveau Monde éditions, collection « Le grand jeu », 2011, (dir.)
- Entre l'État et le marché. L'information et l'intelligence économique en France, Paris, Nouveau Monde éditions, collection « Le grand jeu », 2010, (dir.)
- Louis Rivet (Général), Carnets du chef des services secrets (1936-1944), annotés et présentés avec Olivier Forcade, NME, 2010, 1007 p.
- Politiques de l'ombre. État, renseignement et surveillance en France, Paris, Fayard, 2009
- Politiques du renseignement, Bordeaux, Presses universitaires de Bordeaux, « Espace public », 2009, (dir.)
- Secrets d'État : pouvoirs et renseignement dans le monde contemporain, Paris, Armand Colin, 2005 (avec O. Forcade)
- Paul Delouvrier, un grand commis de l'État, Paris, Presses de Sciences-Po, 2005 (codir.)
- Archives « secrètes », secrets d'archives ? L'historien et l'archiviste face aux archives sensibles, Paris, CNRS éditions, 2003 (dir.)
- Daniel Halévy, du libéralisme au traditionalisme, Paris, Grasset, 2001 (préf. de Serge Berstein)
- édition de Daniel Halévy, L'Europe brisée, journal et lettres (1914-1918), Paris, éditions de Fallois, 1998.